# Campionat del Món de X-Trial 2017
|  | Per al campionat del món a l'aire lliure d'aquell any, vegeu Campionat del Món de Trial 2017 |

La temporada de 2017 del Campionat del Món de X-Trial fou la 25a edició d'aquest campionat, organitzat per la FIM. El calendari oficial constava de 4 proves puntuables, celebrades entre el 5 de febrer i el 31 de març. Una de les proves destacades va ser el Trial Indoor de Barcelona, disputat el 5 de febrer.
Toni Bou va guanyar l'onzè dels seus 19 campionats mundials indoor (a data de 2025). Una vegada més, aquell any Bou va guanyar totes les proves puntuables i, a més, els quatre primers classificats del campionat eren catalans.
La temporada del 2017 fou la darrera al campionat d'Albert Cabestany, tot i que el català va competir encara una temporada més al mundial "outdoor" i el 2019 va passar a competir al campionat del món de motos elèctriques, Trial-E, del qual guanyà dues edicions seguides amb la seva nova Gas Gas.

## Sistema de puntuació
| Posició | 1  | 2  | 3  | 4 | 5 | 6 | 7 | 8 |
| Punts   | 20 | 15 | 12 | 9 | 6 | 4 | 2 | 1 |

## Calendari
| Ronda | Data        | Prova   | Lloc            | Guanyador |
| ----- | ----------- | ------- | --------------- | --------- |
| 1     | 5 de febrer | Espanya | Barcelona       | Toni Bou  |
| 2     | 11 de març  | Àustria | Wiener Neustadt | Toni Bou  |
| 3     | 25 de març  | França  | Marsella        | Toni Bou  |
| 4     | 31 de març  | França  | Niça            | Toni Bou  |

## Classificació final
| Posició | Pilot              | Motocicleta | Punts |
| ------- | ------------------ | ----------- | ----- |
| 1       | Toni Bou           | Montesa HRC | 80    |
| 2       | Adam Raga          | TRRS        | 60    |
| 3       | Jeroni Fajardo     | Vertigo     | 37    |
| 4       | Albert Cabestany   | Sherco      | 35    |
| 5       | Takahisa Fujinami  | Montesa HRC | 20    |
| 6       | James Dabill       | Gas Gas     | 19    |
| 7       | Jaime Busto        | Montesa HRC | 15    |
| 8       | Franz Josef Kadlec | Gas Gas     | 5     |
| 9       | Alexandre Ferrer   | Sherco      | 4     |
| 10      | Loris Gubian       | Beta        | ?     |

## Galeria

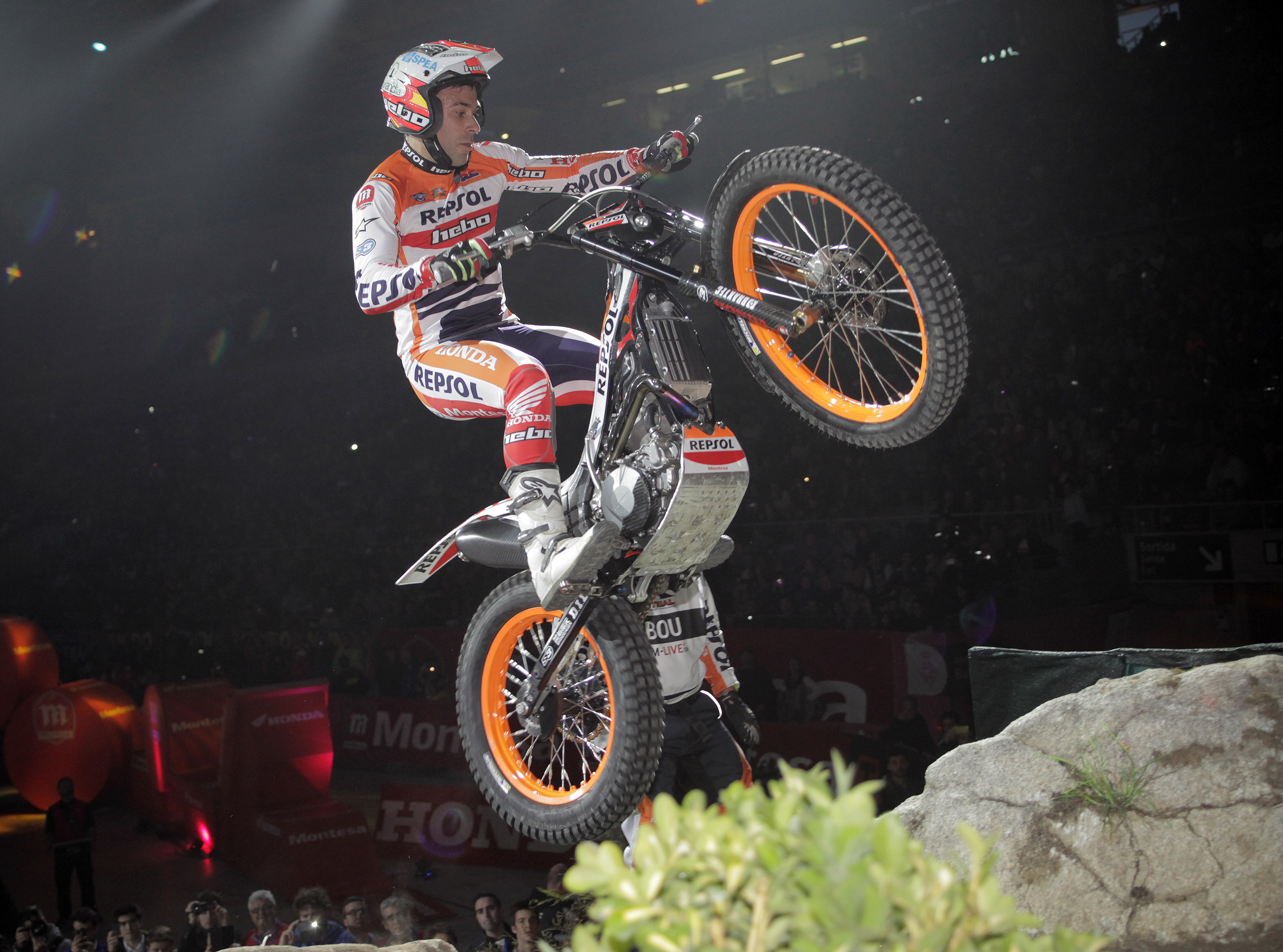
Toni Bou, campió
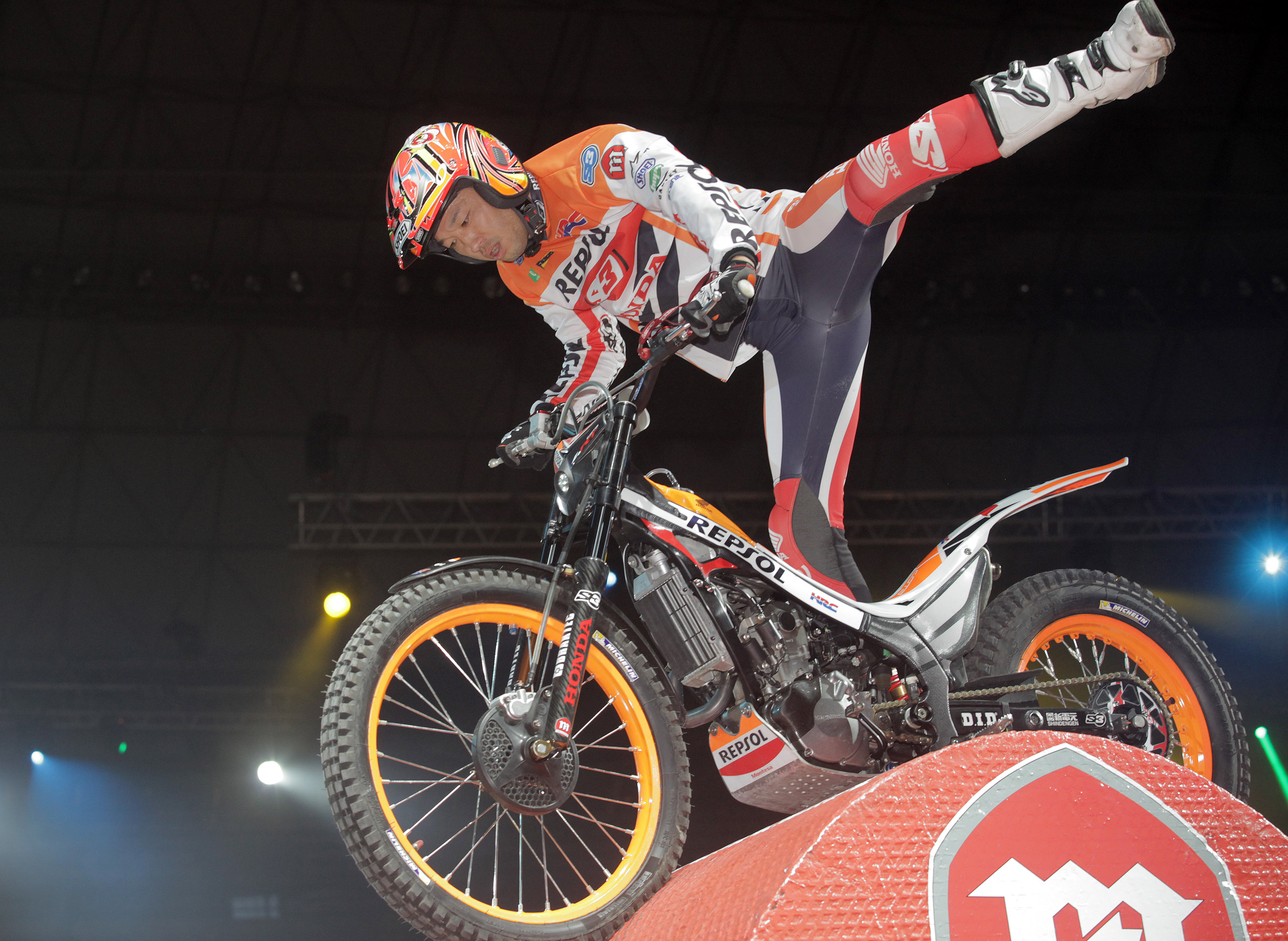
Takahisa Fujinami, cinquè
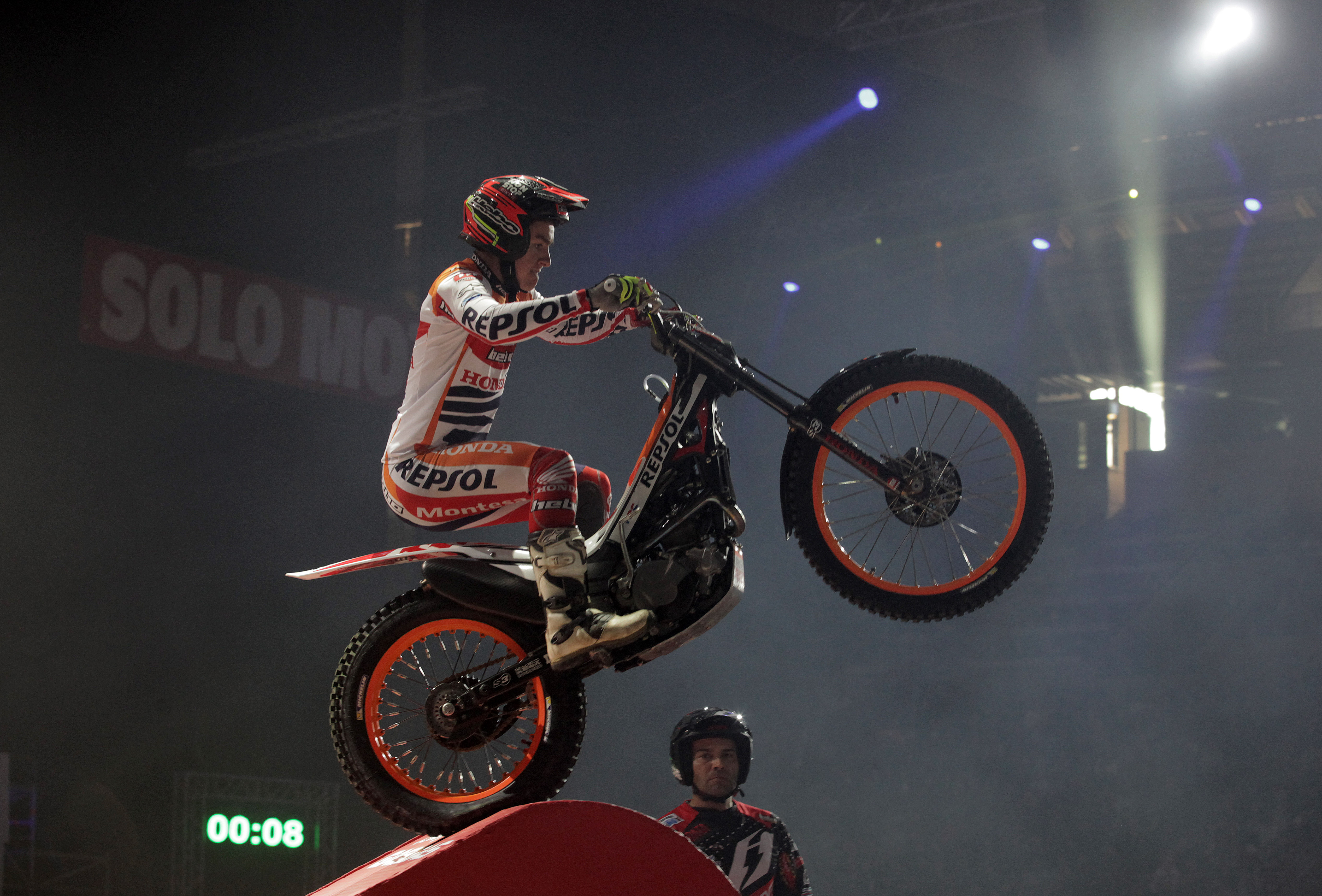
Jaime Busto, setè